# Gordon Carpenter
Gordon C. "Shorty" Carpenter (Saddle (Arkansas), 24 de setembro de 1919 - Lakewood (Colorado), 8 de março de 1988) foi um basquetebolista e treinador de basquetebol estadunidense que integrou a Seleção Estadunidense de Basquetebol Masculino na disputa dos XIV Jogos Olímpicos de Verão em 1948 realizados em Londres, Reino Unido. Em 1950 em Buenos Aires na ocasião da disputa do I Campeonato Mundial de Basquetebol Masculino, Carpenter era o treinador que levou os Estados Unidos a conquista da Medalha de Prata.